# Leucania hypophaea
Leucania hypophaea là một loài bướm đêm trong họ Noctuidae.